# Pierre de Maupertuis
Pierre Louis Moreau de Maupertuis, född 17 juli (döpt den 28 september) 1698 i Saint-Malo, död 27 juli 1759 i Basel, var en fransk astronom och geodet.

## Biografi

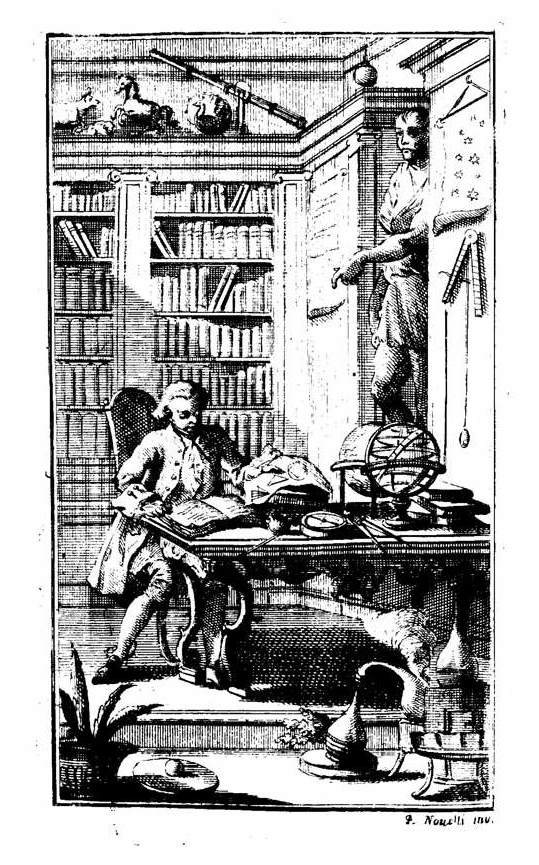
Lettres

Maupertuis tillhörde en förnäm familj, blev militär och avancerade till dragonkapten, men tog avsked och ägnade sig åt vetenskapliga arbeten. I egenskap av ledamot i franska vetenskapsakademin sedan 1731 blev han av denna institution 1736 utsedd att leda den stora franska gradmätningsexpeditionen till Lappland. Mätresultaten av expeditionen finns i arbetet Sur la figure de la terre déterminée par les observations de Messieurs Maupertuis, Clairault, Camus, Le Monnier et Outhier (1738). Medarbetaren Réginald Outhier publicerade 1744 en berättelse om expeditionen Journal d'un voyage au nord en 1736 & 1737, översatt till svenska 1982 av G. och A. Nordberg, Journal från en resa i Norden 1736–1737. Den svenske astronomiprofessorn Anders Celsius medverkade vid både ankomsten och genomförandet av expeditionen. Också han skrev, 1736, en beskrivning om varför och hur sådana mätningar görs.
Denna gradmätning och den samtidigt av Bouguer och Condamine i Peru utförda var de första med tillräckligt noggranna instrument och på tillräckligt skilda breddgrader, för att man därur skulle kunna dra slutsatser om jordens avvikelse från klotformen. Ur dessa gradmätningar fick man i själva verket den första bestämningen av jordens avplattning. Visserligen var deras värde på avplattningen åtskilligt större än senare noggrannare mätningar, men den vid den här tiden omdebatterade frågan om blotta existensen av en avplattning fördes i alla fall till ett bestämt avgörande. År 1740 kallades Maupertuis av Fredrik den store till Berlin, där han 1746 blev president i Vetenskapsakademien. Han återvände 1753 till Paris. Maupertuis publicerade ett stort antal matematiska, fysikaliska och astronomiska avhandlingar. Hans samlade Oeuvres utkom 1752.

## Utmärkelser
Asteroiden 3281 Maupertuis är uppkallad efter honom.